# Tianping Congyi
Tianping Congyi (chiń. upr. 天平从漪; chiń. trad. 天平從漪; pinyin Tiānpíng Cóngyī; kor. 천평종의 Ch'ŏnp’yŏng Chongui; jap. Tenhei Jū’i; wiet. Thiên Bình Tòng Y) – chiński mistrz chan.

## Życiorys
O jego życiu wiadomo niewiele. Był uczniem i spadkobiercą mistrza chan Qingxi Hongjina. Mieszkał i nauczał w Xiangzhou (obecnie w rejonie miasta Anyang w prowincji Hebei).
Mnich spytał mistrza chan Tianpinga Congyi: „Jak ktoś opuści trzy światy?”
Tianping powiedział: „Kiedy trzy światy przybędą, wtedy je opuścisz.”
Mnich spytał: „Czym jest Budda?”
Tianping powiedział: „Nie wskazując na niebo i ziemię.”
Mnich spytał: „Dlaczego nie wskazując na niebo lub ziemię?”
Tianping powiedział: „Ja sam jestem Jedynym Czczonym”.
Mnich spytał: „Wielkie zgromadzenie zebrało się. Co im powiesz?”
Tianping powiedział: „Tam, gdzie podniesie się dym z kadzideł, ziemia i niebo mogą być zobaczone”.

## Linia przekazu Dharmy zen
Pierwsza liczba oznacza liczbę pokoleń mistrzów od 1 Patriarchy indyjskiego Mahakaśjapy.
Druga liczba oznacza liczbę pokoleń od 28/1 Bodhidharmy, 28 Patriarchy Indii i 1 Patriarchy Chin.
- 39/12. Xuefeng Yicun (822–908)
  - 40/13. Xuansha Shibei (835–908)
    - 41/14. Luohan Guichen (867–928)
      - 42/15. Longji Shaoxiu (bd)
      - 42/15. Qingxi Hongjin (bd)
        - 43/16. Tianping Congyi (bd)

      - 42/15. Fayan Wenyi (885–958) szkoła chan fayan
        - 43/16. Qingliang Taiqin (zm. 974)
          - 44/17. Yunju Daoqi (929–997)
            - 45/18. Huiri Zhida (bd)
            - 45/18. Lingyin Wensheng (zm. 1025) autor Zongjing lu
            - 45/18. Longhua Wucheng (bd)
            - 45/18. Ruiyan Yihai (970–1025)